# Transcodificació
En informàtica, s'anomena transcodificació (de l'anglès transcoding) a la conversió directa (de digital a digital) d'un còdec a un altre. Pot ser amb pèrdua de qualitat o sense, depenent del còdec utilitzat.
Aquesta operació implica decodificar/descomprimir les dades originals a un format cru (RAW data en fotografia), intermedi (per exemple, PCM per àudio o YUV per al vídeo), de manera que els imiti, i després recodificar-les mitjançant el còdec desitjat.